# 福建省福安第一中学
福建省福安第一中学，简称福安一中，是一所位于中华人民共和国福建省宁德市福安市的中学，其历史最早可追溯至1902年的宁郡中学堂。福安一中是福建省首批14所重点中学之一，也是省级一级达标学校。学校占地面积5.4万平方米，建筑面积4.02万平方米。

## 历史
福安一中有两个前身，分别是福建省立三都中学和福安县立初级中学。二者在1950年合并为三都福安联合中学。

### 福安县立初级中学[5]
1924年春，福安乡绅陈文基、杨绍棠决定兴办中学，11月26日，福安县立扆山初级中学正式创办，陈文基任校长。校长制改为委员制后，杨绍棠任校务执行委员会主任（此时福建省立第三中学的主任为吴怀瑾）。后恢复校长制。
1934年福安县立初级中学改办为福安县立初级茶业职业学校，三都中学迁往福安后借用校舍，茶业职校并入连城县的福建省立高级农业职业学校，1940年8月复办。1943年，改置福安县立初级中学。

### 三都福安联合中学至今
1950年3月，迁址至福安的三都中学与福安初中合并为三都福安联合中学。1954年7月，改称现名福建省福安第一中学。2013年12月，福安市政府开始在溪北洋新区建设新校区，2017年9月正式启用。2021年，福安一中在扆山原校址恢复招收初中新生，重新成为完全中学。

## 历任领导
下列列表列出了福安一中及其前身的历任校领导。

### 三都中学及其前身[4][9]
由于福安一中与霞浦一中在1933年前同属福建省立第三中学，故本列表前部分与霞浦一中的历任校长基本相同。
| 校名                                   | 职务   | 姓名   | 就任时间 | 卸任时间 | 学历                   | 籍贯     | 备注                                                           |
| -------------------------------------- | ------ | ------ | -------- | -------- | ---------------------- | -------- | -------------------------------------------------------------- |
| 宁郡中学堂 （1902.10-1907）            | 总监督 | 李增霨 | 1902.10  |          | 清进士                 | 云南蒙化 | 时任福宁府知府                                                 |
| 宁郡中学堂 （1902.10-1907）            | 监督   | 游学诚 | 1902年   | 1908年   | 清举人                 | 福建霞浦 | 实际上的第一任校长                                             |
| 福宁府中学堂 （1907-1911）             | 监督   | 王邦怀 | 1908年   |          | 清例授道衔             | 福建霞浦 | 民国年间任福建咨议局议员、霞浦县知事                           |
| 福宁府中学堂 （1907-1911）             | 监督   | 张星炳 |          |          | 清翰林                 | 河南固始 | 时任福宁府知府，霞浦一中校史载其为山东沂南人                   |
| 福宁府中学堂 （1907-1911）             | 监督   | 锡纶   |          |          |                        | 满洲     | 时任福宁府知府                                                 |
| 福宁府中学堂 （1907-1911）             | 监督   | 李树敏 |          |          | 清进士                 | 河南信阳 | 时任福宁府知府                                                 |
| 福宁府中学堂 （1907-1911）             | 监督   | 钱溯时 |          |          | 清进士                 | 江苏太仓 | 时任福宁府知府，霞浦一中校史载其为直隶省人                     |
| 福宁府中学堂 （1907-1911）             | 监督   | 郑鸿寿 |          |          | 清监生                 |          | 时任福宁府知府                                                 |
| 福宁府中学堂 （1907-1911）             | 堂长   | 曹垣   | 1909年   |          | 清举人                 | 山东定陶 | 时任福宁府知府                                                 |
| 福宁府中学堂 （1907-1911）             | 堂长   | 王立中 |          |          | 清拔贡                 | 贵州福泉 | 福安一中认为其为福宁府知府，但霞浦县志与霞浦一中校史均无此表述 |
| 福宁府中学堂 （1907-1911）             | 堂长   | 智格   |          |          | 清举人                 | 满洲     | 末任福宁府知府                                                 |
| 福宁中学校 （1911.8-1916.8）           | 校长   | 张如翰 | 1911年   | 1916年   | 清举人                 | 福建福安 |                                                                |
| 福建省立第三中学 （1916.9-1927.2）     | 校长   | 许冠元 | 1916年秋 | 1917.4}  | 福建省优级师范学校选科 | 福建霞浦 | 因患嘴唇疔于任内逝世，年仅34岁:183                             |
| 福建省立第三中学 （1916.9-1927.2）     | 校长   | 周梦虞 | 1917.5   | 1920.3   | 清贡生                 | 福建福鼎 |                                                                |
| 福建省立第三中学 （1916.9-1927.2）     | 校长   | 郭梦松 | 1920.3   | 1923.3   | 日本早稻田大学         | 福建寿宁 | 后任中华民国制宪国大代表，第一届立法委员:197                   |
| 福建省立第三中学 （1916.9-1927.2）     | 校长   | 高兴伟 | 1923.4   | 1924年   | 国立北京高等师范学校   | 福建霞浦 | 因膳食管理不善，于1924年的学潮被裁撤:160                       |
| 福建省立第三中学 （1916.9-1927.2）     | 校长   | 姜师肱 | 1924.8   | 1927.2   |                        | 福建福安 |                                                                |
| 福建省立第三初级中学 （1927.3-1929.2） | 主任   | 吴怀瑾 | 1927年   | 1929.2   | 国立北京高等师范学校   | 福建霞浦 | 1927年校长制改为委员会制，吴怀瑾任校务执行委员会主任委员:186   |
| 福建省立霞浦初级中学校（1929.2-1933）  | 校长   | 吴怀瑾 | 1929.2   | 1932年   | 国立北京高等师范学校   | 福建霞浦 | 1929年恢复校长制:186                                           |
| 福建省立霞浦初级中学校（1929.2-1933）  | 校长   | 高兴僔 | 1932年秋 | 1933年夏 | 私立厦门大学           | 福建霞浦 | [ b ]                                                          |
| 福建省立三都初级中学（1933-1945.4）    | 校长   | 陈毓麒 | 1933年夏 | 1936.7   | 国立武汉大学           | 福建福安 | 1933年省立霞浦中学迁址三都澳工作完成，学校更为此名。           |
| 福建省立三都初级中学（1933-1945.4）    | 校长   | 郑希介 | 1936.7   | 1938年   |                        | 福建长乐 |                                                                |
| 福建省立三都初级中学（1933-1945.4）    | 校长   | 孙承烈 | 1938.8   | 1945.4   | 日本东京高等师范学校   | 福建霞浦 |                                                                |
| 福建省立三都中学（1945.4-1950）        | 校长   | 黄乃杰 | 1945.4   | 1946.2   |                        | 福建闽清 |                                                                |
| 福建省立三都中学（1945.4-1950）        | 校长   | 刘昌星 | 1946.2   | 1947.1   | 国立北京大学           | 福建福安 |                                                                |
| 福建省立三都中学（1945.4-1950）        | 校长   | 魏锡勋 | 1947.3   | 1949.6   |                        |          |                                                                |
| 福建省立三都中学（1945.4-1950）        | 军代表 | 杜恒先 | 1949.10  | 1949.12  | 鲁迅艺术学院           | 山西晋城 | 中国人民解放军驻三都中学的军代表                               |
| 福建省立三都中学（1945.4-1950）        | 校长   | 陈文竞 | 1949.7   | 1950.3   | 国立武汉大学           | 福建霞浦 |                                                                |

### 福安扆山初中至县立中学时期
本列表列出自福安县立扆山初级中学始至合并前的校长。
| 校名                                    | 职务 | 姓名   | 就任时间   | 卸任时间 | 学历                 | 籍贯     |
| --------------------------------------- | ---- | ------ | ---------- | -------- | -------------------- | -------- |
| 福安县立扆山初级中学（1924-1929.8）     | 校长 | 陈文基 | 1924.11.16 | 1927年   | 清拔贡               | 福建福安 |
| 福安县立扆山初级中学（1924-1929.8）     | 主任 | 杨绍棠 | 1927.9     | 1928.8   | 清举人               | 福建福安 |
| 福安县立初级中学（1929-1933）           | 校长 | 郭毓麟 | 1928.8     | 1931年春 | 私立福建协和大学     | 福建福安 |
| 福安县立初级中学（1929-1933）           | 校长 | 黄钟杰 | 1931年春   | 1933.7   |                      | 浙江     |
| 福安县立初级中学(1933.8-1934.8）        | 校长 | 林宗熹 | 1933.8     | 1934.8   | 日本早稻田大学地理科 | 福建福安 |
| 福安县立初级茶职校（1934.8-1935.8）     | 校长 | 陈鸣銮 | 1934.8     | 1935.8   | 日本早稻田大学政治科 | 福建福安 |
| 福建省立福安初级农职校（1935.8-1940.8） | 校长 | 张天福 | 1935.8     | 1940.8   | 私立金陵大学         | 福建福州 |
| 福安县立初级茶职校（1940.8-1943春）     | 校长 | 张幼锐 | 1940.8     | 1943年春 | 江西信江农业专科学校 | 福建福安 |
| 福安县立初级中学（1943.8-1950）         | 校长 | 周泽万 | 1943.8     | 1944.7   | 国立暨南大学法学院   | 福建福安 |
| 福安县立初级中学（1943.8-1950）         | 校长 | 张蔚坛 | 1944.8     | 1945年   | 国立北京工业大学     | 福建福安 |
| 福安县立初级中学（1943.8-1950）         | 校长 | 阮国英 | 1945年初   | 1946年底 | 福建师范学院         | 福建福安 |
| 福安县立初级中学（1943.8-1950）         | 校长 | 郭毓麟 | 1946年     | 1948年   | 私立福建协和大学     | 福建福安 |
| 福安县立初级中学（1943.8-1950）         | 校长 | 黄叙轩 | 1948年     | 1949.7   | 上海大夏大学英语系   | 福建福安 |
| 福安县立初级中学（1943.8-1950）         | 校长 | 周泽万 | 1949.8     | 1950.3   | 国立暨南大学法学院   | 福建福安 |

1. 1 2 3 4 5  福安一中官方表格无而霞浦一中校史有
2. ↑  福安方面不承认学校曾名”福建省立霞浦中学“，故福安一中官方的历任校长中没有高兴僔的名字，认为1928年起任校长的就是陈毓麒